# Đỗ quyên lá nhọn
Đỗ quyên lá nhọn (tên khoa học: Rhododendron moulmainense, syn. Rhododendron westladii Hemsl.) là loài thực vật thuộc họ Thạch nam, bản địa của Hoa Nam (Phúc Kiến, Quảng Đông, Quảng Tây, Quý Châu, Hồ Nam, Vân Nam), Myanmar, Malaysia, Thái Lan và Việt Nam.
Đây là loài cây bụi hoặc gỗ nhỏ, thường xanh, cao 3 m -8 m. Lá dài 4–13 cm, hình elip.

## Hình ảnh

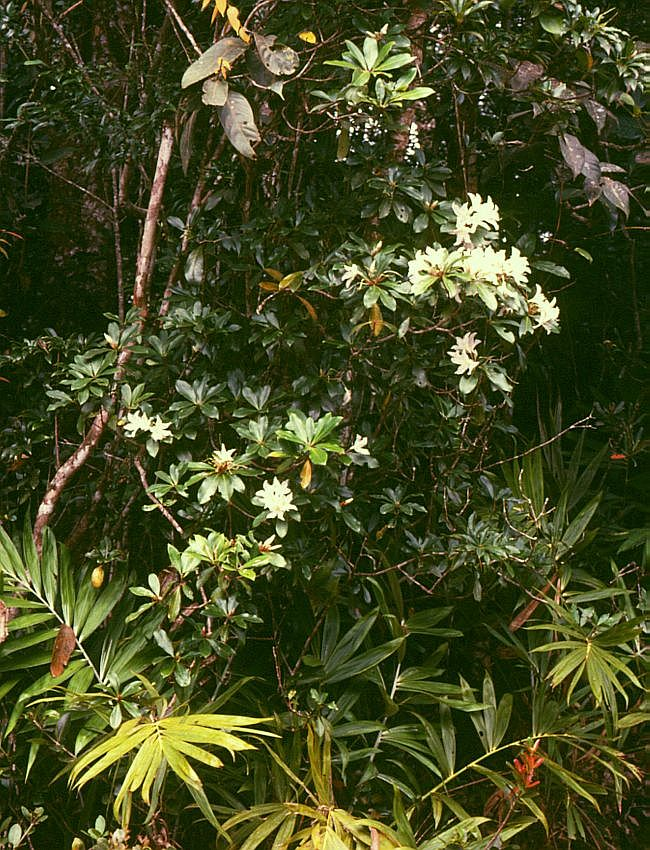
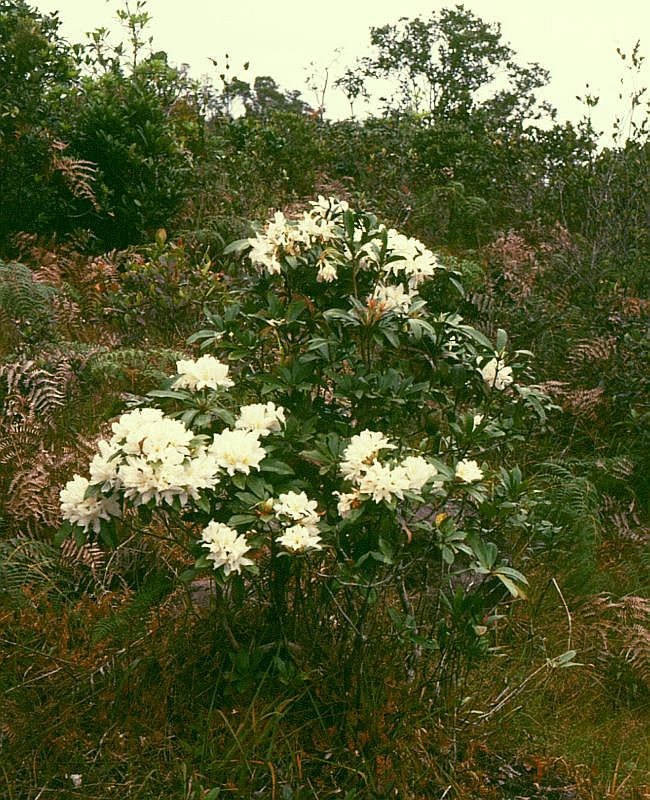